# Рахтовка (деревня)
Рахтовка — упразднённая деревня в Тевризском районе Омской области России. Входила в состав Тевризского сельсовета. Исключена из учётных данных в 1967 году.

## География
Деревня находилась на левом берегу реки Рахтовка (в прошлом Роляевка), на расстоянии примерно 4,5 километров (по прямой) к юго-западу от посёлка Тевриз.

## История
Основана в 1925 году. По данным 1928 года хутор Рахитово состоял из 12 хозяйств. В административном отношении входила в состав Тевризского сельсовета Тевризского района Тарского округа Сибирского края. В 1935 году организован колхоз «Победа». Упразднена в 1967 году.

## Население
По данным переписи 1926 года на хуторе проживало 63 человека (32 мужчины и 31 женщина), основное население — русские.